# Середня точка

Середня точка відрізка з кінцевими точками (x_{1}, y_{1}) та (x_{2}, y_{2})

В геометрії, середня точка — це точка на заданому відрізку, що знаходиться на однаковій відстані від обох кінців цього відрізка. Є центром мас як всього відрізка, так і його кінцевих точок. Середня точка ділить навпіл відрізок.

## Формули
Середня точка відрізка в n-мірному просторі, кінцями якого є точки {\displaystyle {\displaystyle A=(a_{1},a_{2},\dots ,a_{n})}} та {\displaystyle {\displaystyle B=(b_{1},b_{2},\dots ,b_{n})}}, задається формулою
{\displaystyle {\displaystyle {\frac {A+B}{2}}.}}
Таким чином, i-та координата середньої точки (i = 1, 2, …, n) дорівнює
{\displaystyle {\displaystyle {\frac {a_{i}+b_{i}}{2}}.}}

## Побудова
Якщо задані дві точки, знайти середину відрізка, можна за допомогою циркуля та лінійки. Для цього, спочатку на площині будують дві дуги рівного радіусу з центрами в кінцях відрізка. Радіуси цих дуг повинні бути достатньо великими, щоб дуги кіл перетинались між собою. Потім через точки перетину цих дуг креслиться пряма. Точка, де отримана пряма перетинає відрізок, є його серединою. Ті ж самі побудови можна виконати за допомогою тільки одного циркуля, на це вказує теорема Мора — Маскероні.

## Геометричні властивості, пов'язані з середньою точкою

### Коло

Теорема про метелика.

Середня точка кола будь-якого діаметра є центром кола.
Будь-яка лінія проведена перпендикулярно до будь-якої хорди кола і проходить через середину хорди, також проходить через центр кола.
Теорема про метелика стверджує, що, якщо через точку М, що є серединою хорди PQ деякого кола, проведені дві довільні хорди АВ і CD того ж кола, то хорди AD і ВС перетинають хорду PQ в точках X і Y. Тоді М є серединою відрізка XY.

### Еліпс
Середина відрізка, який є бісектором площі або периметру еліпса, є центром еліпса.
Центр еліпса є також середньою точкою відрізка, що з'єднує два фокуси еліпса.

### Гіпербола
Середина відрізка, що з'єднує вершини гіперболи є центром гіперболи.

### Трикутник
Бісектриси трикутника перетинаються в одній точці і ця точка збігається з центром вписаного кола (інцентром). Три серединних перпендикуляри сторін трикутника перетинаються у центрі описаного кола.
Медіаною трикутника, проведеної з даної вершини, називається відрізок, котрий поєднує цю вершину з серединою протилежної сторони (основою медіани). Всі три медіани трикутника перетинаються в одній точці. Ця точка перетину називається центроїдом (така назва пояснюється тим, що модель трикутника вирізана зі щільного паперу, буде зберігати рівновагу, якщо спиратись на цю точку).
Центр кола дев'яти точок трикутника є середньою точкою між центрами вписаного та описаного кола. Всі ці точки лежать на лінії Ейлера.
Трикутник з вершинами в серединах медіан називається серединним трикутником.
Ортоцентр (перетин висот) серединного трикутника збігаються з центром описаного кола вихідного трикутника. Також у цих трикутників збігаються медіани. Периметр серединного трикутника дорівнює півпериметру (половині периметру) базового трикутника та його площа складає четверту частину від площі базового трикутника.
Кожен трикутник має вписаний еліпс, який називається еліпсом Штейнера. Це еліпс з центром в точці центроїда трикутника і він має найбільшу площу серед усіх еліпсів, вписаних в трикутник.
У прямокутному трикутнику, центр описаного кола є середина гіпотенузи.

### Чотирикутник
Для опуклого чотирикутника бімедіаною називають відрізок, що з'єднує середини протилежних сторін. Дві бімедіани та відрізок, що з'єднує середини діагоналей будуть конкурентними, тобто, вони перетинаються в одній точці. Ця точка називається вершинним центроїдом (англ. vertex centroid), який буде серединою всіх трьох відрізків.:p.125
Теорема Брамагупти стверджує, що якщо вписаний чотирикутник має перпендикулярні діагоналі, тоді перпендикуляр до сторони, проведений через точку перетину діагоналей, завжди проходить через середню точку з протилежної сторони.
Теорема Варіньона стверджує, що середини сторін довільного чотирикутника утворюють вершини паралелограма, а якщо чотирикутник без самоперетинів, то площа паралелограма дорівнює половині площі чотирикутника.
Пряма Ньютона — пряма, що проходить серединами двох діагоналей опуклого чотирикутника, відмінного від паралелограму. Відрізки, що з'єднують середні точки протилежних сторін опуклого чотирикутника перетинаються в точці, що лежить на прямій Ньютона.

### Многокутник
Правильний многокутник має вписане коло, яке є дотичним до кожної зі сторін многокутника на її середній точці.
У правильного многокутника з парним числом сторін, центральна частина діагоналі між протилежними вершинами є центром многокутника.
Середина розтягування многокутника вписаного многокутника Р (многокутник, вершини якого розміщені на одному колі) є ще одним многокутником, який вписаний в тому ж колі многокутника, вершини якого є серединами дуг кола між вершинами Р.

## Узагальнення
Середня точка насправді є афінним інваріантом. Таким чином, зазначені вище формули для декартових координат застосовні в будь-який афінній системі координат.
Середня точка не визначена в проективній геометрії. Будь-яка точка всередині проективної діапазону може бути проективно відображена в будь-яку іншу точку (того ж або іншого) проективного відрізку. Одна з таких точок, насправді середня точка, визначає афінну структуру на проективній прямій, що містить цей відрізок. Гармонійна четвірка такої «середини» по відношенню до двох кінцевих точок буде точкою на нескінченності.
Визначення середньої точки відрізка може бути поширено на геодезичну лінію на рімановому многовиді. Зверніть увагу, що для ріманового многовиду, на відміну від афінного випадку, середня точка між двома точками може бути визначена неоднозначно.